# Вадуц-2
«Вадуц-2» (нім. Fussball Club Vaduz II) — ліхтенштейнський футбольний клуб з міста Вадуц, фарм-клуб клубу «Вадуц». Клуб грає в регіональній лізі Швейцарії, шостому за рівнем дивізіоні швейцарського футболу.

## Історія
Друга команда футбольного клубу «Вадуц» грає в швейцарській регіональній лізі, яка є шостим за рівнем дивізіоном швейцарського футболу. Команда формується з гравців до 23 років, які паралельно виступають за юнацьку команду Ліхтенштейну в першості Швейцарії свого віку. Також у команді отримують практику футболісти основної команди, які відновлюються після травм або не проходять до основного складу. На рівні регіональної ліги «Вадуц-2» грає з сезону 2014—2015 років. Кращим результатом команди стало третє місце за підсумками сезонів 2019—2020 і 2021—2022 років. У 2020 році захисник Андрін Нетцер став першим в історії гравцем, який зіграв за національну збірну Ліхтенштейну (у товариському матчі проти збірної Мальти)., коли був гравцем другої команди одного з ліхтенштейнських клубів.

## Досягнення
Найвищим досягненням команди «Вадуц-2» в Кубку Ліхтенштейну було третє місце в Кубку Ліхтенштейну 1960—1961 років, оскільки в той час проводився матч за третє місце в Кубку між командами, які програли півфінали.